# サッカードミニカ国代表
サッカードミニカ国代表（サッカードミニカこくだいひょう）は、ドミニカ国サッカー協会によって構成される、ドミニカ国のサッカーのナショナルチームである。
国際サッカー連盟（FIFA）および北中米カリブ海サッカー連盟（Concacaf）に加盟している。ホームスタジアムは、首都ロゾーにあるウィンザー・パーク。

## 概要
これまでに、FIFAワールドカップおよびCONCACAFゴールドカップの本大会には未出場である。また、2013年4月19日に同国内での自動車事故により、運転していた当時の監督であるカート・ヘクターと、現役代表選手でディフェンダーのノーラン・ホープが死去する惨事が起きた。

## 成績

### FIFAワールドカップ
- 1930 - 不参加
- 1934 - 不参加
- 1938 - 不参加
- 1950 - 不参加
- 1954 - 不参加
- 1958 - 不参加
- 1962 - 不参加
- 1966 - 不参加
- 1970 - 不参加
- 1974 - 不参加
- 1978 - 不参加
- 1982 - 不参加
- 1986 - 不参加
- 1990 - 不参加
- 1994 - 不参加
- 1998 - 予選敗退
- 2002 - 予選敗退
- 2006 - 予選敗退
- 2010 - 予選敗退
- 2014 - 予選敗退
- 2018 - 予選敗退
- 2022 - 予選敗退

### CONCACAFゴールドカップ
- 1991 - 不参加
- 1993 - 予選敗退
- 1996 - 予選敗退
- 1998 - 予選敗退
- 2000 - 予選敗退
- 2002 - 予選敗退
- 2003 - 棄権
- 2005 - 予選敗退
- 2007 - 予選敗退
- 2009 - 予選敗退
- 2011 - 予選敗退
- 2013 - 予選敗退
- 2015 - 予選敗退
- 2017 - 予選敗退
- 2019 - 予選敗退
- 2021 - 予選敗退

### カリビアンカップ
| 開催年 | 結果               | 試合     | 勝利     | 引分     | 敗戦     | 得点     | 失点     |
| ------ | ------------------ | -------- | -------- | -------- | -------- | -------- | -------- |
| 1989   | 予選敗退           | 予選敗退 | 予選敗退 | 予選敗退 | 予選敗退 | 予選敗退 | 予選敗退 |
| 1990   | 予選敗退           | 予選敗退 | 予選敗退 | 予選敗退 | 予選敗退 | 予選敗退 | 予選敗退 |
| 1991   | 不参加             | 不参加   | 不参加   | 不参加   | 不参加   | 不参加   | 不参加   |
| 1992   | 予選敗退           | 予選敗退 | 予選敗退 | 予選敗退 | 予選敗退 | 予選敗退 | 予選敗退 |
| 1993   | 予選敗退           | 予選敗退 | 予選敗退 | 予選敗退 | 予選敗退 | 予選敗退 | 予選敗退 |
| 1994   | グループリーグ敗退 | 3        | 0        | 1        | 2        | 1        | 11       |
| 1995   | 予選敗退           | 予選敗退 | 予選敗退 | 予選敗退 | 予選敗退 | 予選敗退 | 予選敗退 |
| 1996   | 予選敗退           | 予選敗退 | 予選敗退 | 予選敗退 | 予選敗退 | 予選敗退 | 予選敗退 |
| 1997   | 予選敗退           | 予選敗退 | 予選敗退 | 予選敗退 | 予選敗退 | 予選敗退 | 予選敗退 |
| 1998   | グループリーグ敗退 | 3        | 0        | 0        | 3        | 2        | 15       |
| 1999   | 予選敗退           | 予選敗退 | 予選敗退 | 予選敗退 | 予選敗退 | 予選敗退 | 予選敗退 |
| 2001   | 予選敗退           | 予選敗退 | 予選敗退 | 予選敗退 | 予選敗退 | 予選敗退 | 予選敗退 |
| 2005   | 予選敗退           | 予選敗退 | 予選敗退 | 予選敗退 | 予選敗退 | 予選敗退 | 予選敗退 |
| 2007   | 予選敗退           | 予選敗退 | 予選敗退 | 予選敗退 | 予選敗退 | 予選敗退 | 予選敗退 |
| 2008   | 予選敗退           | 予選敗退 | 予選敗退 | 予選敗退 | 予選敗退 | 予選敗退 | 予選敗退 |
| 2010   | 予選敗退           | 予選敗退 | 予選敗退 | 予選敗退 | 予選敗退 | 予選敗退 | 予選敗退 |
| 2012   | 予選敗退           | 予選敗退 | 予選敗退 | 予選敗退 | 予選敗退 | 予選敗退 | 予選敗退 |
| 2014   | 予選敗退           | 予選敗退 | 予選敗退 | 予選敗退 | 予選敗退 | 予選敗退 | 予選敗退 |
| 2017   | 予選敗退           | 予選敗退 | 予選敗退 | 予選敗退 | 予選敗退 | 予選敗退 | 予選敗退 |
| 合計   | 2/19               | 6        | 0        | 1        | 5        | 3        | 26       |

## 歴代監督
- クリフォード・セレール（英語版） 1996
- ヘルムート・コスメル（英語版） 2000
- ドン・レオガル（英語版） 2004-2005
- クリフォード・セレール（英語版） 2005-2006
- クリストファー・エリクソン（英語版） 2008-2009
- カート・ヘクター（英語版） 2009-2013
- ロニー・ギュスタヴ（英語版） 2013-2014
- シェーン・マルシャル（英語版） 2014-2017
- ラジェシュ・ラッチュー（英語版） 2017-2022
- エリントン・セイビン（英語版） 2022-